# Bjergby (Morsø)
Bjergby is een plaats in de Deense regio Noord-Jutland, gemeente Morsø. De plaats telt 222 inwoners (2008).